# 王媛媛
王媛媛（1997年7月14日—），甘肃平凉人，中國女子排球運動員，身高1米95，司職副攻，亦為中國國家女子排球隊成員。效力於天津渤海銀行女排。

## 運動生涯
王媛媛的母亲王育平和父亲年轻时都是甘肃省篮球队的专业运动员，2009年，王育平将12岁的女儿送到天津体校学习，半年后王媛媛进入了天津体工大队。
王媛媛于2013年世少赛首度登场，不過大部分是當替補，當時的隊友有朱婷及袁心玥等。經過數年的錘鍊逐漸成長，進入中國女排青年隊，2016年跟隨中國女排二隊征戰亞洲盃，並且幫助球隊獲得冠軍。

2017年3月，中国排协公布中国国家女排集训名单，王媛媛首次入选，成为首位入选国家女排集训名单的甘肃籍运动员。之后参加了2017年瑞士女排精英赛、2017年世界女排大奖赛比賽。
2019年8月，王媛媛入选2020年东京奥运会女排资格赛14人名单。

## 獎項

### 俱樂部
- 2015-2016赛季中国女子排球联赛： - 金牌（天津渤海銀行女排）
- 2016-2017赛季中国女子排球联赛： - 铜牌（天津渤海銀行女排）
- 2017-2018赛季中国女子排球超級联赛： - 金牌（天津渤海銀行女排）
- 2018-2019賽季中国女子排球超级联赛： - 銀牌（天津渤海银行女排）
- 2019-2020賽季中国女子排球超级联赛： - 金牌（天津渤海银行女排）
- 2019年亞洲女子排球俱樂部錦標賽：- 金牌（天津渤海銀行女排）
- 2020-2021賽季中国女子排球超级联赛： - 金牌（天津渤海银行女排）
- 2021年第十四屆 中華人民共和國全國運動會： - 金牌（天津渤海银行女排）
- 2021-2022賽季中国女子排球超级联赛： - 金牌（天津渤海银行女排）
- 2022-2023賽季中国女子排球超级联赛： - 金牌（天津渤海银行女排）
- 2023年世界女排俱樂部錦標賽： - 铜牌（天津渤海銀行女排）
- 2023-2024賽季中国女子排球超级联赛： - 金牌（天津渤海银行女排）
- 2024年世界女排俱樂部錦標賽： - 銀牌（天津渤海銀行女排）

### 國家隊
- 2017瑞士女排精英赛（英语：2017 Montreux Volley Masters）： - 銅牌
- 2018年世界女排聯賽： - 銅牌
- 2018年亞洲運動會排球比賽： - 金牌
- 2018年世界女排锦标赛:  - 銅牌
- 2019年女排世界杯： - 金牌
- 2023年世界女排聯賽： - 銀牌
- 2022年亞洲運動會排球比賽： - 金牌